# Żnin
Żnin este un oraș în Polonia.

## Personalități născute aici
- Jan Śniadecki (1756 - 1830), matematician, filozof, astronom.